# Igor Benedejčič
Igor Benedejčič (ur. 28 sierpnia 1969 w Koprze) – piłkarz słoweński grający na pozycji pomocnika. W swojej karierze rozegrał osiem meczów i strzelił jednego gola w reprezentacji Słowenii.
Po zakończeniu kariery zawodniczej został trenerem. Przez krótki czas był trenerem zespołu Interblock Lublana. W 2015 roku prowadził reprezentację Słowenii U-18.

## Kariera klubowa
W sezonie 1991/1992 grał w klubie FC Koper, w którym wystąpił w 33 spotkaniach strzelając pięć bramek. Od kolejnego sezonu grał w Olimpiji Lublana, której był zawodnikiem nieprzerwanie do sezonu 1996/1997. Wtedy też święcił swoje największe sukcesy klubowe. Wraz z Olimpiją był trzykrotnie mistrzem Słowenii (92/93, 93/94, 94/95), a dwukrotnie wywalczył Puchar Słowenii (92/93 i 95/96). Dla tego klubu strzelił łącznie 19 bramek w 99 spotkaniach.
Od sezonu 1998/1999 występował w innym słoweńskim zespole ekstraklasowym – Korotanie Prevalje. Z tym klubem nie osiągnął większych sukcesów (nie strzelił dla niego żadnej bramki). Potem wrócił do klubu z Kopru, w którym grał już do końca swojej zawodowej kariery. W sezonie 2001/2002 zajął z tą ekipą trzecie miejsce w lidze.

## Kariera reprezentacyjna
W reprezentacji Słowenii Benedejčič zadebiutował 3 czerwca 1992 roku. Było to pierwsze międzynarodowe spotkanie piłkarskie, w którym uczestniczyła drużyna Słowenii; tego dnia jego ekipa mierzyła się z reprezentacją Estonii. Benedejčič zasiadł na ławce rezerwowych, a na placu gry pojawił się w 72. minucie, zmieniając Alfreda Jermaniša. Niemal natychmiast po wejściu zdobył bramkę na 1:1, zostając tym samym pierwszym strzelcem bramki dla Słowenii w spotkaniu międzynarodowym (gol padł w 73. minucie).
Wystąpił później jeszcze w siedmiu spotkaniach reprezentacyjnych, jednak gola już w nich nie zdobył.